# Epinephelus longispinis
Epinephelus longispinis, tên thông thường là Longspine grouper (cá mú gai dài), là một loài cá biển thuộc chi Epinephelus trong họ Cá mú. Loài này được mô tả lần đầu tiên vào năm 1864.

## Phân bố và môi trường sống
E. longispinis có phạm vi phân bố rộng khắp Ấn Độ Dương. Loài này được tìm thấy dọc theo bờ biển Đông Phi, từ Kenya đến Đông Cape, Nam Phi, bao gồm Madagascar, miền nam Ấn Độ và tất cả các quần đảo nằm trong Ấn Độ Dương, trải rộng về phía đông đến biển Andaman, xuống phía nam đến phía tây đảo Sumatra, phía nam Java, Bali, Lombok, và quần đảo Watubela ở phía đông biển Banda. Nó đã được ghi nhận thêm tại vịnh Ba Tư, ngoài khơi Iraq (2012) và tây bắc Ấn Độ (2019). Cá trưởng thành sống xung quanh các rạn san hô và các bãi đá ngầm ở độ sâu khoảng 70 m trở lại; cá con sống ở vùng nước nông hơn.

## Mô tả
E. longispinis trưởng thành có chiều dài cơ thể lớn nhất ghi nhận được là khoảng 55 cm; trưởng thành tình dục khi đạt được tổng chiều dài là 23 cm. Thân thuôn dài, hình bầu dục. Cơ thể cá trưởng thành có màu nâu xám với các đốm lớn màu trắng, chấm nâu phủ khắp đầu và thân, và trên cả các vây. Đuôi được bo tròn. Có 2 hàng răng ở phần giữa của hàm dưới.
Số gai ở vây lưng: 11; Số tia vây mềm ở vây lưng: 16 - 17; Số gai ở vây hậu môn: 3; Số tia vây mềm ở vây hậu môn: 8; Số gai ở vây bụng: 1; Số tia vây mềm ở vây bụng: 5.
Thức ăn của E. longispinis chủ yếu là các loài động vật giáp xác (đặc biệt là cua nhỏ) và động vật thân mềm, nhưng hiếm khi ăn các loài cá nhỏ hơn và mực. Chúng được đánh bắt trong nghề cá thương mại.